# Barry Humphries
John Barry Humphries (ur. 17 lutego 1934 w Melbourne, zm. 22 kwietnia 2023 w Sydney) – australijski aktor, komik i pisarz. Znany z odtwarzania postaci Dame Edna i sir Les Patterson, które sam stworzył. Grał też w filmach oraz prowadził popularne programy telewizyjne.
Autor książek, w tym dwóch autobiografii, dwóch powieści i kilku sztuk.
Był czterokrotnie żonaty.

## Odznaczenia, wyróżnienia i nagrody
- 1982: Order Australii (AO)
- 1994: Doctor honoris causa Griffith University
- 1999: British Comedy Awards za całokształt twórczości
- 2000: Special Tony Award za wydarzenie teatralne Dame Edna: The Royal Tour
- 2003: Doctor honoris causa University of Melbourne
- 2007: Komandor Orderu Imperium Brytyjskiego (CBE)[2]
- 2016: Doctor honoris causa University of South Australia[3]

## Filmografia
- 1981: Shock Treatment jako Bert Schnick
- 1994: Wieczna miłość jako Clemens Metternich
- 1997: Spice World jako Kevin McMaxford
- 2003: Gdzie jest Nemo? jako Bruce (głos)
- 2012: Hobbit: Niezwykła podróż jako Wielki Goblin